# Qaradonlu
Qaradonlu är en ort i Azerbajdzjan.   Den ligger i distriktet İmişli Rayonu, i den centrala delen av landet, 170 km väster om huvudstaden Baku. Qaradonlu ligger 2 meter över havet och antalet invånare är 1 185.
Terrängen runt Qaradonlu är mycket platt. Närmaste större samhälle är Imishli, 9,0 km norr om Qaradonlu. 
Trakten runt Qaradonlu består till största delen av jordbruksmark. Runt Qaradonlu är det ganska tätbefolkat, med 58 invånare per kvadratkilometer.